# Останній будинок на тупиковій вулиці
«Останній будинок на тупиковій вулиці» (англ. The Last House on Dead End Street) — американський експлуатаційний низькобюджетний фільм жахів 1973 року. Дебютна робота Роджера М. Уоткінса, який виступив в ролі сценариста, режисера, продюсера і виконавця головної ролі.

## Сюжет
Террі Хоукінс — американський серійний вбивця і злочинець, який втік з в'язниці щоб зі своїми друзями зробити пару снафф-відео. Для цього вони запрошують студентів та інших людей на покинутий будинок, щоб взяти участь у кривавому кошмарі.

## У ролях
- Роджер М. Уоткінс (Стівен Моррісон) — Террі Хоукінс
- Кен Фішер (Денніс Кроуфорд) — Кен Харді
- Білл Шлагетер (Лоуренс Борнман) — Білл Дрексель
- Кеті Куртин (Джанет Сорлі) ― Кеті Х'югс
- Пат Канестро (Елейн Норкросс) ― Патрісія Кун
- Стів Суїт (Алекс Крегар) ― Стів Рендалл
- Едвард Пікслей (Френклін Статз) ― Джим Палмер
- Ненсі Вруман (Барбара Амунсен) ― Ненсі Палмер
- С'юзі Ноймейер (Джеральдін Сондерс) ― С'юзі Кноулес
- Пол Дженсен (Пол Філліпс) ― Сліпий
- Кен Роуз (Рональд Купер) ― Віппер

## Виробництво

### Знімання
Фільм був задуманий Роджером М. Уоткінсом у 1972 році, коли він був студентом Університету штату Нью-Йорк в Онеонті. При написанні сценарію Уоткінс надихався біографією Чарльза Менсона «Сім'я» 1971 року, присвячена також вбивств у Північній Каліфорнії. Спочатку фільм планувався як біографічний фільм про сім'ю Менсона, але перетворився на повнометражний фільм жахів про втікача злочинця, який хоче зі своїми друзями зробити пару снафф-відео. Хоча Уоткінс вивчав англійську літературу в університеті, він також цікавився кінематографом і подружився з кількома студентами на факультеті кінематографії того ж університету. Завдяки заходам, спонсорованим департаментом кіно, Уоткінс зміг зустрітися з режисерами Отто Премінджером і Ніколасом Реєм, якими він захоплювався. Премінджер перейнявся симпатією до Уоткінса і подарував йому камеру Bolex.
Головну роль у фільмі виконав сам Роджер М. Уоткінс, а весь акторський склад складався з нинішніх або колишніх студентів театрального факультету. Зйомки фільму почалися в грудні 1972 року в покинутій будівлі університетського кампусу. Покинута будівля була знесена в 1977 році. Уоткінс сказав, що під час зйомок фільму у нього була наркотична залежність, оскільки 800 доларів були витрачені на зйомку фільму; решту 2200 доларів він використовував при купівлі наркотиків. Робоча назва фільму була «Година нашої смерті» (англ. At the Hour of Our Death).

### Саундтрек
Через бюджетні обмеження більшість партитур і звукових ефектів від британського композитора Девіда Феншоу через аудіотеку EMI Production Music. На додаток до синтезаторних п'єс музична партитура включає в себе григоріанські піснеспіви та інший ембієнт.
| #     | Назва                    | Тривалість |
| ----- | ------------------------ | ---------- |
| 1.    | «Pulse Of Terror»        | 2:23       |
| 2.    | «Electrofear»            | 2:29       |
| 3.    | «Occult»                 | 2:58       |
| 4.    | «Space Movement»         | 1:50       |
| 5.    | «Psycho Theme»           | 1:22       |
| 6.    | «Pulse of Fear»          | 2:23       |
| 7.    | «Beat Me 'Till I’m Blue» | 2:43       |
| 8.    | «Agonythm»               | 2:21       |
| 9.    | «Dawn Odyssey»           | 2:36       |
| 10.   | «Destructive Powers»     | 2:24       |
| 11.   | «Cybernetics Fast»       | 1:20       |
| 12.   | «Terror Noises»          | 1:44       |
| 13.   | «Dark Vibrations»        | 1:30       |
| 14.   | «Nightmare»              | 0:44       |
| 15.   | «Transformation Odyssey» | 2:38       |
| 16.   | «Celestial Cantabile»    | 2:23       |
| 17.   | «Omination»              | 2:12       |
| 36:00 |                          |            |

## Реліз

### Кінотеатральний реліз
Оригінальна версія фільму тривала 175 хвилин і носила назву «Годинник з зозулею з пекла», натхненне цитатою з роману Курта Воннегута «Мати Тьма» (1962). Всесвітня прем'єра фільму відбулася на Каннському кінофестивалі 1 травня 1973 року і на Берлінському кінофестивалі 14 липня 1973 року. За словами Уоткінса, покази фільму в Нью-Йорку і Чикаго супроводжувалися заворушеннями, і що Чиказький кінотеатр був підпалений. Дана версія вважається загубленою, проте є ймовірність, що його копії зберігаються в Нью-Йоркському кіноархіві. Незабаром фільм перестав показуватися після того, як одна з актрис фільму подала до суду Уоткінса, побоюючись, що оголена сцена у фільмі завадить їй домогтися успіху стати бродвейською актрисою.
У травні 1977 фільм випущений в усіченому варіанті під назвою «Будинок веселощів» (англ. The Fun House). Показ фільму проходив в автокінотеатрах в Коннектикуті, Шрівпорті, Луїзіана, і Міллвіллі. У 1979 році незалежний кінопрокатник «Cinematic Releasing Corporation» викуповує права на фільм і випустив під назвою «Останній будинок на тупиковій вулиці», граючи на популярності фільму «Останній будинок ліворуч» Веса Крейвена. У Великій Британії фільм був заборонений до кінопрокату Британською Радою з класифікації фільмів.

### Домашнє відео
У США фільм поширювався в кінці 80-х на піратських відеокасетах.
Дводискове видання фільму було випущено в 2002 році компанією Barrel Entertainment. На диску присутні коментарі режисера. Це видання також було випущено в Австралії компанією Hard Corps Entertainment. Окреме DVD-видання фільму було випущено у Великобританії в рамках серії Grindhouse Tartan Films.